# Сведа солончаковая
Сведа солончаковая (лат. Suaeda salsa) — вид растений рода Сведа (Suaeda) семейства Амарантовые (Amaranthaceae).

## Ботаническое описание
Однолетнее травянистое растение, гладкое, с прямым, довольно высоким простым или более или менее сильно ветвистым стеблем 40—90 см высотой, с косо вверх направленными прямыми ветвями. Листья мясистые, полуцилиндрические, нитевидные, туповатые, сизовато-зелёные, 1—2,5 см длиной и 1—2 мм шириной.
Цветки по 2—5 в плотных клубочках, сидящих в пазухах прицветных листьев и образующих сплошные или прерванные колосья. Околоцветник глубоко (до ⅔) рассечённый на 5 эллиптических или почти округлых, тупых и вогнутых, на спинке закруглённых или слегка килевидных лопастей, которые при плодах становятся сухими, почти губчатыми. Семена по большей части горизонтальные, чёрные, гладкие или очень нерезко точечные, глянцевитые.

## Распространение и экология
Европа (восточная и юго-восточная), Кавказ, Сибирь (юг), Западная, Центральная и Восточная Азия. Обитает на солонцах и солончаках.

## Синонимы
- Chenopodina indica Wight (1852)
- Chenopodina salsa (L.) Moq. (1849)
- Chenopodium salsum L. (1753)basionym
- Cochliospermum salsum (L.) Lag. (1817)
- Lerchia salsa (L.) Medik. (1789)
- Salsola salsa (L.) L. (1762)
- Schoberia salinaria Schur (1853)
- Schoberia salsa (L.) C.A.Mey. (1829)
- Suaeda liaotungensis Kitag. (1943)
- Suaeda ussuriensis Iljin (1936)